# یواس‌اس پترسون (دی‌دی-۳۹۲)
یواس‌اس پترسون (دی‌دی-۳۹۲) (به انگلیسی: USS Patterson (DD-392)) یک کشتی بود که طول آن ۳۴۱ فوت ۸ اینچ (۱۰۴٫۱۴ متر) بود. این کشتی در سال ۱۹۳۷ ساخته شد.